# Ярчев
Ярчев (пол. Jarczew) — село в Польщі, у гміні Воля-Мисловська Луківського повіту Люблінського воєводства.
Населення — 443 особи (2011).
У 1975-1998 роках село належало до Седлецького воєводства.

## Демографія
Демографічна структура станом на 31 березня 2011 року:
|          | Загалом | Допрацездатний вік | Працездатний вік | Постпрацездатний вік |
| -------- | ------- | ------------------ | ---------------- | -------------------- |
| Чоловіки | 232     | 45                 | 162              | 25                   |
| Жінки    | 211     | 37                 | 115              | 59                   |
| Разом    | 443     | 82                 | 277              | 84                   |